# Winnie Sorgdrager
Winnifred Sorgdrager dite Winnie Sorgdrager, née le 6 avril 1948 à La Haye, est une femme politique et juriste néerlandaise, membre du parti Démocrates 66 (D66). Elle est notamment ministre de la Justice de 1994 à 1998, dans le cabinet Kok I.

## Éléments personnels

### Formation
Winnie Sorgdrager termine ses études secondaires à Arnhem en 1966, puis étudie pendant un an la médecine à l'université royale de Leyde. En 1967, elle entreprend des études supérieures de droit à l'université royale de Groningue, les achevant en 1971.

### Fonctionnaire universitaire
Elle commence aussitôt à travailler, comme fonctionnaire au département de l'information de l'école technologique supérieure de Twente, avant d'être nommée secrétaire du conseil de l'école, en 1972. Au bout de six ans, elle est choisie comme membre du conseil exécutif, où elle siège jusqu'en 1979.

### Procureur
Cette année-là, elle devient procureur au tribunal d'Almelo, puis est promue avocate générale au tribunal d'Arnhem en 1986. Désignée procureur général cinq ans plus tard, elle est mutée, le 1er janvier 1994, à la cour de justice de La Haye pour y occuper le même poste. Elle démissionne au bout de neuf mois.

### Depuis 1999
Présidente du Conseil de la culture de 1999 à 2006, elle est membre du Conseil d'État depuis 2005.

### Vie privée
Elle est mariée, mère de deux fils et d'une fille, et vit à Enschede.

## Parcours politique

### Ministre de la Justice

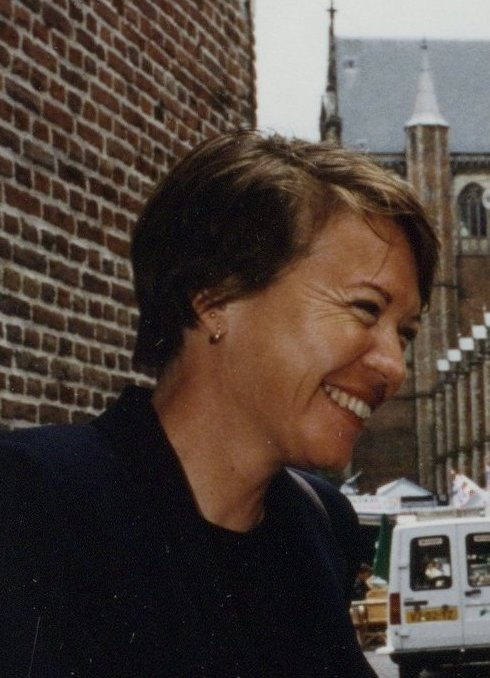
Winnie Sorgdrager en 1994.

Adhérente des Démocrates 66 (D'66) pendant trois ans à partir de 1968, elle rejoint le Parti populaire pour la liberté et la démocratie (VVD) en 1973, mais le quitte en 1983, puis réintègre les D'66 en 1994. Le 22 août suivant, Winnie Sorgdrager est nommée ministre de la Justice dans la première coalition violette du social-démocrate Wim Kok.
Son mandat est émaillé d'incidents, d'échecs et de difficultés. Les deux principaux furent, en 1997, son opposition avec le ministre des Affaires étrangères, Hans van Mierlo, concernant l'arrestation et l'extradition de l'ancien dictateur du Suriname, Desi Bouterse, pour les « massacres de décembre 1982 », que le chef de la diplomatie avait convenu de ne pas réclamer ; et le conflit l'ayant opposé au collège des procureurs généraux à propos des conflits d'intérêts présumés, finalement non fondés, du procureur Dato Steenhuis, qui finit par conduire à la destitution du président du collège et procureur général de La Haye, Arthur Docters van Leeuwen.

### Sénatrice
À compter des législatives du 6 mai 1998, elle est chargée de l'intérim de son ministère jusqu'à la formation d'une nouvelle coalition violette, le 3 août suivant. Elle se met alors en retrait de la vie politique, puis est élue sénatrice à la Première Chambre des États généraux le 27 mai 1999. Elle est proposée le mois suivant comme médiatrice nationale, mais sa candidature est rejetée par la Seconde Chambre. Elle démissionne de son mandat parlementaire le 1er octobre 1999, et se retire alors définitivement de la vie politique.
Le 22 juin 2018, elle est faite ministre d'État par le roi Willem-Alexander.